# Textielindustrie in Nederland
Textielindustrie in Nederland beschrijft de geschiedenis van de textielindustrie in Nederland.

## Vroege geschiedenis (tot 1830)
In de noordelijke Nederlanden was Leiden een belangrijk textielcentrum. Al in 1316 werd melding gemaakt van lakennijverheid in deze stad. Omstreeks 1400 kreeg men de beschikking over Engelse wol die van goede kwaliteit was. Na 1480 ging het bergafwaarts doordat de Engelsen hun eigen wol gingen verwerken en doordat de Vlaamse textielnijverheid kon profiteren van de aanvoer van goedkope Spaanse wol en over goedkopere fabricagemethoden beschikte. Aldaar werd ook sajet geproduceerd.
Na het Ontzet van Leiden (1574) werd de stad een toevluchtsoord voor wevers, fabrikanten en handelaars uit de Zuidelijke Nederlanden. Na de Val van Antwerpen (1585) nam het aantal vluchtelingen nog toe. Men ging zich vooral op nieuwe, en vooral lichtere, stoffen als sajet toeleggen, waarbij ook andere grondstoffen dan wol, zoals katoen, hun intrede deden. Deze wolnijverheid nam een hoge vlucht maar raakte in de loop van de 18e eeuw in verval. Hetzelfde gold voor de linnennijverheid die voordien in Haarlem een bloeiperiode kende.
Ondertussen kwam de (latere) stad Tilburg op als centrum voor de wolindustrie. In de 18e eeuw ontwikkelde het zich als toeleverancier van ruwe wollen stoffen, die in Leiden verder werden bewerkt. Geleidelijk aan werd ook de eindbewerking (vollen, verven) in Tilburg zelf verricht. In de 18e eeuw werden daar ook, evenals in Leiden, fabriekshuizen opgericht hoewel het merendeel van de werkzaamheden in thuisarbeid werd verricht. Begin 19e eeuw vond enige mechanisatie plaats terwijl in 1827 de eerste stoommachine werd geïnstalleerd.

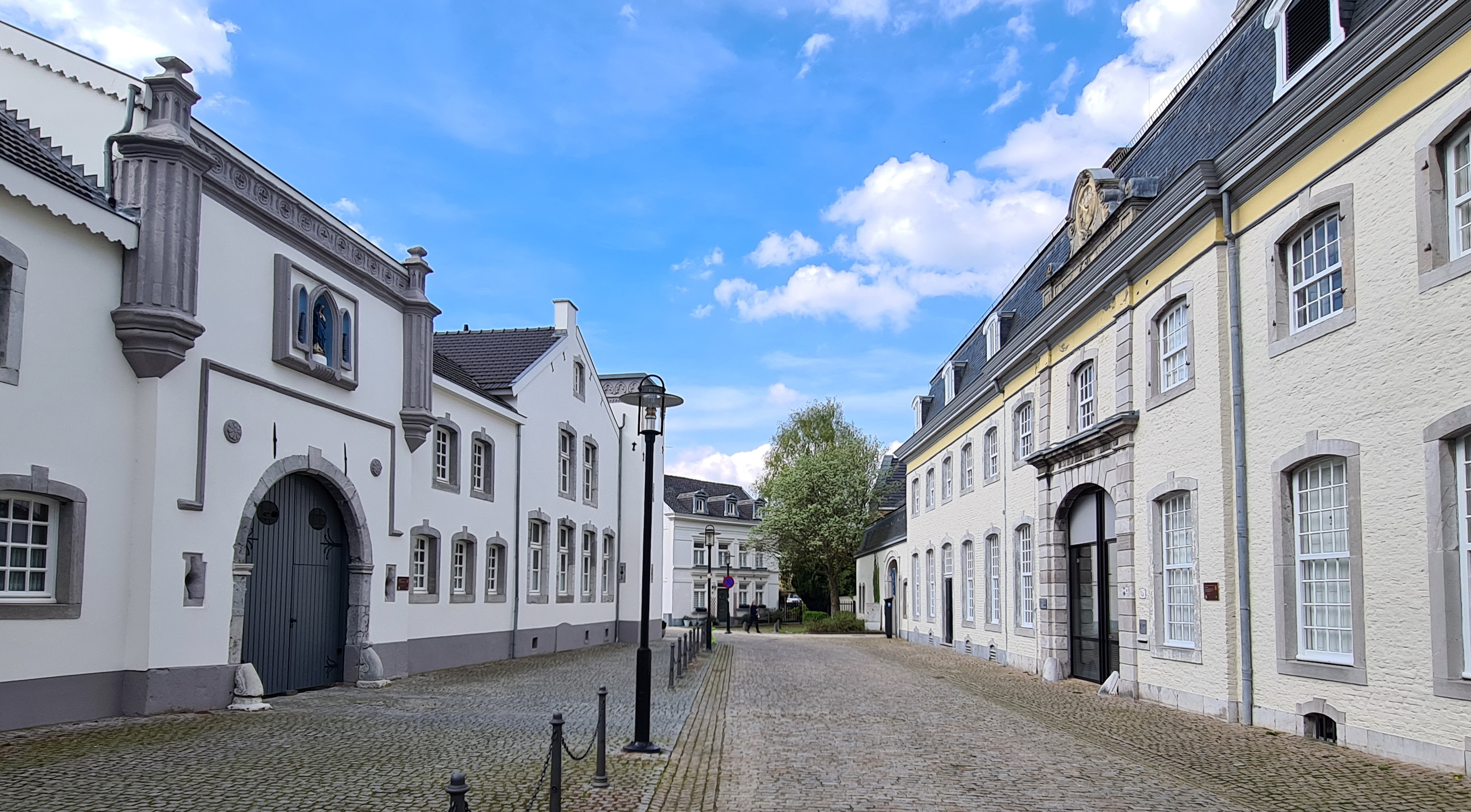
Relicten uit de bloeitijd van het textielstadje Vaals: links Huis Verves, een lakenververij; rechts Huis Clermont, een lakenfabriek

In het uiterste zuiden van Nederland – maar vanaf 1661 behorend bij de Staatse partage van het land van 's-Hertogenrade – kwam in de 18e eeuw het textielstadje Vaals tot bloei, als onderdeel van wat toen, na Engeland, de belangrijkste textielregio in Europa was: de regio Aken-Monschau-Eupen-Verviers. Belangrijke motor achter de ontwikkeling van Vaals tot subcentrum van de Akense lakenindustrie was Johann Arnold von Clermont (1728-1795), die net als andere Akense lutheranen de relatieve godsdienstvrijheid in het Staatse Vaals verkoos boven het katholieke Aken. Naast Von Clermont openden minstens vijf andere lakenfabrikanten uit Monschau, Eupen en Burtscheid vestigingen in Vaals. Daarnaast waren er verschillende naaldenfabrieken. Ook in Eijsden vestigden zich enkele textielondernemers. Een grote rol speelde, zoals ook elders, de huisnijverheid in de omliggende dorpen, vooral het spinnen van wol door vrouwen en kinderen. Aan het einde van de 18e eeuw wees een (Franse) telling uit dat 14,5 % van de Zuid-Limburgse beroepsbevolking werkzaam was in de textielnijverheid. Na 1815 kwam hier een vrij abrupt einde aan, onder andere door de opkomst van mechanische spinmachines. Het noordelijker gelegen Roermond ontwikkelde zich in die tijd juist tot een nieuw textielcentrum, doordat fabrikanten uit Mönchengladbach en andere plaatsen in het Rijnland toegang probeerden te krijgen tot de Nederlandse koloniale markt in Indië. Met meer dan tweeduizend textielarbeiders was Roermond in 1850, na Leiden en Tilburg, de derde textielstad van het land.
Ook in Twente was voor 1830 al sprake van enige textielnijverheid, vooral de verwerking van linnen en, begin 19e eeuw, katoen welke echter moest worden ingevoerd, onder meer vanuit de koloniën. Een en ander werd onder meer gebruikt bij de productie van bombazijn. Het merendeel van het werk geschiedde in thuisarbeid, door tussenkomst van fabrikeurs. In plaatsen als Enschede en Oldenzaal werd het spinnen als huisarbeid op het spinnewiel beoefend. Vanaf 1793 kwamen er mechanische spinnerijen, met gebruikmaking van de spinning Jenny, tot stand in het nabijgelegen Münsterland. Vanuit de plaats Schermbeck kwam er dan weer deskundigheid naar Twente en zo ontstond in Enschede in 1800 de spinnerij van de Gebr. Jannes en Gerhard Schophaus. Ook elders deed de spinning Jenny zijn intrede zoals in 1795 in Haarlem en omstreeks 1800 in Eindhoven. De spinning Jennies, hoewel handbediend, werden wel in manufacturen geplaatst, een soort voorloper van fabrieken.

## Nederland na de Belgische afscheiding
Tot 1830 waren de noordelijke en de zuidelijke Nederlanden verenigd in het Verenigd Koninkrijk der Nederlanden. De meeste industriële activiteit, ook de textielindustrie, was geconcentreerd in de zuidelijke Nederlanden. Vooral in Gent floreerde de katoennijverheid. Het textiel werd, onder meer door de Nederlandse Handel-Maatschappij ingezet in de concurrentiestrijd tegen Engels textiel in de export naar Nederlands-Indië. Na de Belgische afscheiding ging deze industrie voor de noordelijke Nederlanden verloren. Om de strijd tegen de Engelse concurrentie vol te kunnen houden moest ook in de noordelijke Nederlanden (Nederland) een textielindustrie opgezet worden. Hierbij werd gebruik gemaakt van kennis en machines uit Vlaanderen en Engeland. Vooral de introductie van de mule Jenny zou het mogelijk maken om geheel katoenen weefsels te vervaardigen. Een dergelijke machine moest aangedreven worden met stoomkracht of waterkracht, waartoe een échte fabriek vereist was.

### Spinnerijen
Hoewel in 1820 te Eindhoven en in 1827 te Haarlem al sprake was van de benutting van stoomkracht voor de spinnerijen, bleef de betekenis daarvan beperkt. Nog omstreeks 1830 werd vooral in handarbeid gesponnen. In 1830 werd te Almelo de firma Hofkes & Co. opgericht. Dit was een van de eerste grotere mechanische katoenspinnerijen. In 1835 kwam te Enschede de Enschedesche Katoenspinnerij tot stand, die in 1890 afbrandde. De Twentse textielindustrie kampte aanvankelijk met hoge brandstof- en grondstofkosten vanwege de gebrekkige infrastructuur. De lonen lagen daarentegen laag. De scholingsgraad van zowel fabrikanten als werknemers liet aanvankelijk te wensen over, maar in de 2e helft van de 19e eeuw kwam daar verandering in. Er ontstonden nieuwe fabrieken, en in 1859 waren er alleen al in Enschede 7 stoomspinnerijen die vaak ten behoeve van hun eigen weverij (vaak huisarbeid) werkten. Ook buiten Twente werden nog enkele stoomspinnerijen opgericht zoals te Veenendaal de Veenendaalse Stoomweverij en Spinnerij. In 1867 werd ook te Hilversum een stoomspinnerij opgericht die echter in 1884 door brand verloren ging.
Verder werd er door Johann Heinrich Joseph Driessen te Aalten in 1849 een stoomspinnerij opgericht die in 1859 werd opgeheven, maar een familielid richtte de fa. Gebr. Driessen op die van 1855-1896 functioneerde. De Stoomweverij Driessen heeft daarnaast nog bestaan van 1893-1969.
Ook in Roermond vestigden zich na 1815 diverse mechanische spinnerijen, die echter omstreeks 1890 alweer grotendeels gesloten waren. Zie hierboven.
In de loop van de tweede helft van de 19e eeuw nam vooral in Twente het aantal spillen in de katoenspinnerij zeer sterk toe. Buiten Twente was het feitelijk alleen Veenendaal waar deze bedrijfstak zich langere tijd op grote schaal vestigde. De handspinnerij, die als manufactuur in spinlokalen plaatsvond, werd gedurende de jaren 1860 vrijwel geheel verdrongen door op stoomkracht gebaseerde fabrieken.

### Katoenweverijen
Het begin van de Nederlandse katoennijverheid is te vinden in de 17e eeuw, toen uit Indië geïmporteerde katoenen stoffen in Amsterdam en enkele andere Hollandse steden verder bewerkt en bedrukt werden. Deze nijverheid raakte in de 2e helft van de 18e eeuw in verval maar in de Oostenrijkse Nederlanden kwam ze juist tot bloei. In het begin van de 19e eeuw was de productie van katoenen stoffen in de Noordelijke Nederlanden sterk op de binnenlandse markt gericht. Men produceerde onder andere bombazijn.
Na de Belgische afscheiding in 1830 wilde men hernieuwd een katoennijverheid in de Noordelijke Nederlanden stimuleren. Zo verplaatste Charles Louis de Maere om politieke redenen zijn bedrijf van Sint-Niklaas naar Twente. Andere fabrikanten werden met financiële voordelen gelokt. Het waren voorla Haarlem en Leiden, waar reeds een textieltraditie was, waar zij zich vestigden. Het betrof te Haarlem de blekerij-weverij van Th. Wilson, de spinnerij-weverij van Poelman en de roodververij-katoendrukkerij van Th. Prévinaire. In Leiden vestigde zich De Heyder en Co uit Lier en stichtte er de voorloper van de Leidse Katoenmaatschappij. Met name vanuit de Nederlandsche Handel-Maatschappij werd getracht om de productie van calicots, ten behoeve van de Indische markt, in Nederland op gang te krijgen. Tot dan toe werd voornamelijk bombazijn (linnen/katoenen weefsel) voor de binnenlandse markt geproduceerd. In 1833 werd, mede op initiatief van Thomas Ainsworth, een weefschool te Goor opgericht waar het weven met de hier geïntroduceerde schietspoel werd aangeleerd. Hier was ook een kettingsterkerij en een meubelmakerij voor de vervaardiging van snelweefgetouwen, aan verbonden. De school produceerde niet alleen, maar leverde ook duizenden vaklieden af die de nieuwe techniek verder verspreidden, mede dankzij de geproduceerde snelweefgetouwen.
In 1836 werd een fabriek te Nijverdal gesticht, eveneens door Thomas Ainsworth. Dit was de voorloper van de Koninklijke Stoomweverij.
Vanaf 1850 werden steeds meer katoenen textielsoorten vervaardigd. De Twentse thuisweverij verdween in de laatste helft van de 19e eeuw goeddeels ten bate van de toenemende industriële productie. Hoewel er elders in Nederland eveneens industriële katoenweverijen werden opgericht, concentreerde deze industrietak zich in toenemende mate in Twente. Enschede werd wel het Nederlands Manchester genoemd. Concentratie van fabrieken in steden veroorzaakte verstedelijking met ongezonde leefomstandigheden door slechte huisvesting. De textielindustrie bood werkgelegenheid voor velen maar de economische vooruitgang kwam vooral ten goede aan fabriekseigenaren. Gedurende de jaren 1850-1900 nam het aantal bedrijven eerst snel, later meer geleidelijk toe. Zo waren er in 1861 slechts 13 industriële weverijen. In 1871 waren dat er 34 en 37 in 1887. Daarna nam het aantal af tot 27 in 1912. Tegenover deze afname stond een schaalvergroting: van 1861-1887 verdubbelde het aantal getouwen per bedrijf van 176 tot 34, om in 1910 al 806 te bedragen. Aangezien in de jaren na 1850 ook de infrastructuur (Overijsselse Kanalen, spoorwegen) sterk verbeterde werd de aanvoer van steenkolen, en daarmee het produceren op industriële schaal, ook goedkoper. Technische verbeteringen zorgden voor verhoging van de snelheid van de industriële weefgetouwen. Uiteraard ging ook de arbeidsproductiviteit sterk omhoog. Een wever kon in 1900 het 15-voudige produceren van een handwever uit het begin van de 19e eeuw.
West-Europa maakte vanaf de 15e eeuw kennis met bedrukte katoenen stoffen, voornamelijk uit Voor-Indië, het huidige India. De zogeheten katoentjes of indiennes waren populair en initiatieven werden ontplooid om zélf katoenen stoffen te bedrukken. Vooral in de Republiek der Nederlanden kwam deze nijverheid tot ontwikkeling, mede door de afwezigheid van tegenwerking door de traditionele gilden, zodat Amsterdam in 1700 al een 80-tal katoendrukkerijen bezat, gewoonlijk in de vorm van een manufactuur. In de daaropvolgende jaren verspreidde de techniek zich vanuit de Republiek naar het buitenland, waardoor de concurrentie toenam en de nijverheid in de Republiek vanaf 1750 sterk terugliep.
Doordat vanaf einde 18e eeuw de productie door katoenspinnerijen en -weverijen sterk toenam, ontwikkelde zich ook een toenemende vraag naar het afwerken van deze stoffen (bleken, bedrukken, verven). De keuze van de kleurstoffen en andere technische kennis werd deels uit de oorsprongsgebieden van de indiennes verworven. Een belangrijke kleurstof was meekrap. Het drukproces geschiedde aanvankelijk door handdruktechniek. Deze moeizame techniek ontwikkelde zich vanaf de 18e eeuw door nieuwe vindingen, zoals de toepassing van koperdiepdruk en het gebruik van drukrollen in plaats van -platen. De drukrol (met reliëfdruktechniek) werd voor het eerst in 1701 toegepast door Andreas Glorez. In 1785 werd de drukmachine van rakels voorzien om de drukpap binnen het patroon te houden. Aldus ontstond de rouleau. Omstreeks 1840 was deze -in Engeland- zover geperfectioneerd dat het, zeker bij grotere oplagen, een concurrerend alternatief voor het handdrukken werd.
Met de afscheiding van België in 1830 werd de afzet naar Nederlands-Indië vanuit de Belgische textielnijverheid via de Nederlandsche Handel-Maatschappij geblokkeerd. Omdat in de noordelijke Nederlanden nauwelijks moderne textielindustrie voorhanden was werden Nederlandsgezinde textielondernemers vanuit België en Engeland naar Nederland gehaald, enkelen verplaatsten hun bedrijf naar het noorden. Zo werd Thomas Wilson overgehaald om in Haarlem een fabriek op te richten. De daartoe benodigde machines moesten uit Engeland komen, dat echter een exportverbod van dergelijke machines kende. De machines werden dus in onderdelen het land uit gesmokkeld. Tot de machines behoorde een mechanisch weefgetouw (power loom) en een rouleaudrukmachine. In 1834 kwam de fabriek in bedrijf en in 1836 werkten er al bijna 400 mensen in deze katoenweverij en -drukkerij die vrijwel uitsluitend aan de Nederlandsche Handel-Maatschappij leverde. In 1840 kwam deze in crisis en in 1870 werd de katoendrukkerij aan Prévinaire verkocht.
Een belangrijke ontwikkeling in de tweede helft van de 19e eeuw was de toepassing van synthetische kleurstoffen op basis van steenkoolteer, zoals aniline dat al in 1834 beschikbaar kwam. Na 1850 nam het aantal van dit soort kleurstoffen snel toe. Er kwamen nieuwe mogelijkheden naast de traditioneel gebruikte natuurlijke kleurstoffen zoals meekrap en wede. Gedurende deze jaren gingen bedrijven als Ankersmit en Vlisco katoenen stoffen bedrukken en onder meer imitatiebatik produceren voor markten in Nederlandsch-Indië en later ook voor markten in West-Afrika en andere tropische landen. Naast moderne katoendrukkerijen met rouleaus hadden de meeste bedrijven ook nog een handdrukkerij en soms nog perrotines.

## Twintigste eeuw

### Textielonderwijs
Werd omstreeks 1850 door een katoenhandelaar nog opgemerkt: Eene wetenschappelijke industriële opleiding onzer fabrikanten behoort tot de uitzonderingen, in de decennia daarna volgden een aantal Twentse textielondernemers colleges aan de Technische Hochschule te Hannover, terwijl ook onderwijsinstellingen in Groot-Brittannië door een aantal textielondernemers werden bezocht.
De industrialisatie van de textielindustrie bracht uiteraard ook de behoefte aan gespecialiseerd onderwijs met zich mee. Feitelijk bestonden er al langere tijd weefscholen, zoals in Twente en sinds 1877 in Tilburg. Meer gespecialiseerd vakonderwijs volgde. Zo werd in Enschede, vanuit de in 1864 opgerichte Twentse Industrie- en Handelsschool een (middelbare) Textielschool opgericht, die in 1918 werd voortgezet als de Hogere Textielschool (HTexS). Deze school is in 2000 opgegaan in de Saxion Hogeschool als de studierichting Mode en Textieltechnologie ((en) : Fashion & Textile Technologies). In Tilburg werd in 1904 de Ambachtsschool opgericht met onder meer de afdeling Industrieschool, feitelijk een Textielschool. In 1930 verhuisde deze textielschool naar een afzonderlijk gebouw en ging in 1932 verder als Middelbare Textieldagschool. In 1949 startte te Tilburg ook een Lagere Textielschool terwijl in 1951 de Middelbare Textielschool verderging als Hogere Textielschool. Deze ging vanaf 1966 via Hogeschool Brabant op in de Avans Hogeschool. De Lagere Textielschool werd in 1968, ten gevolge van de Mammoetwet, opgenomen in de 1e LTS. De specifieke textielopleidingen verdwenen uiteindelijk, tezamen met de gehele Tilburgse textielindustrie.

### Klassieke textielindustrie
De textielindustrie die gebaseerd was op wol, linnen en katoen bleef gedurende de eerste helft van de 20e eeuw functioneren, al leidden crises als de grondstofschaarste en afzetmoeilijkheden tijdens de Eerste Wereldoorlog, de crisis van de jaren 1930 en de Tweede Wereldoorlog tot problemen en ook wel tot faillissementen. De tweede helft van de 20e eeuw leidde echter, na opbloei en zelfs de kortstondige inzet van vele gastarbeiders, vanaf midden jaren '60 van de 20e eeuw, tot een snelle neergang van deze bedrijfstak. In 1950 was de textielindustrie in Nederland nog goed voor ongeveer 20 procent van de industriële toegevoegde waarde, maar in 2002 was dit gezakt naar 2,3 procent.
De tweede helft van de 20e eeuw werd gekenmerkt door fusieprocessen, de teloorgang van de traditionele textielindustrie, verschuiving van de aandacht naar technische textielsoorten en de overgang van familiebedrijven naar de macht van investeringsmaatschappijen. Dit alles werd mede in gang gezet door de toenemende concurrentie uit het buitenland, mede het gevolg van Europese integratiepolitiek. Zo verdwenen in 1957 tal van handelsbelemmeringen en ook de concurrentie van Oost-Europa, en andere lagelonenlanden, nam toe.
Een vroeg voorbeeld van deze ontwikkeling was de fusie van het Almelose bedrijf H. ten Cate Hzn. & Co. met de Koninklijke Stoomweverij te Nijverdal tot Nijverdal-Ten Cate of Koninklijke Ten Cate. Traditionele fabrieken werden gesloten en men richtte zich op technische textielsoorten. In 1962 ontstond de Koninklijke Nederlandse Textiel-Unie (KNTU) uit een aantal Brabantse en vooral Twentse textielbedrijven, voor het merendeel familiebedrijven, die onder meer gespecialiseerd waren in stoffen voor bekleding, gordijnen en dergelijke. De groep werd in 1965 en 1966 nog uitgebreid en op het hoogtepunt, in 1966, werkten er bijna 8.000 mensen. De combinatie leek echter meer op een sterfhuisconstructie. Er werd vrijwel constant verlies gemaakt en in 1973 ging de KNTU failliet.
In 1964 fuseerden een aantal textielbedrijven, vooral gespecialiseerd in de textieldrukkerij, tot Texoprint. In 1972 ging dit, met een aantal andere bedrijven, over in het beursgenoteerde Gamma Holding. Van een familiebedrijf was toen al lang geen sprake meer. Het bedrijf werd beursgenoteerd.

### Kunstzijde en synthetische vezels
Een belangrijke technologische ontwikkeling was de uitvinding van kunstzijde in 1884. Deze werd geproduceerd op basis van cellulose onder namen als rayon en viscose. In Nederland werd in 1911 de Enka (Eerste Nederlandse Kunstzijdefabriek Arnhem) opgericht, welke in 1919 een grote fabriek te Ede opzette. In 1921 volgde een (concurrerende) onderneming in Breda (Hollandse Kunstzijde Industrie of HKI) en in 1930 een fabriek (Nyma NV) te Nijmegen. Enka fuseerde in 1929 met het Duitse Glanzstoff en ging toen Algemene Kunstzijde Unie (AKU) heten.
Het onderzoek naar kunstvezels, op synthetische basis, startte in 1926 bij DuPont en leidde tot vezels van nylon, polyester en dergelijke, welke uiteindelijk ook in Nederland zouden worden vervaardigd door de daar aanwezige kunstzijde-industrie. Verdere research leidde tot de supervezel, die in 1977 door AKU op de markt werd gebracht onder de merknaam: Twaron. In 2000 werd de betreffende divisie verkocht aan het Japanse Teijin en bleef fabrieken houden in Delfzijl en Emmen. De AKU-fabriek in Emmen werd opgericht in 1951 en produceerde aanvankelijk nylon garens onder de naam Enkalon. Later maakte men hier tapijtgarens maar in 1997 sloot deze fabriek. AKU fuseerde in 1969 met Koninklijke Zout Organon tot het AKZO-concern, dat later de vezeldivisies zou afstoten en zich als AkzoNobel op verfproducten zou gaan richten. De HKI, die uiteindelijk onderdeel van Enka werd, sloot de poorten in 1982. De grote fabriek in Ede sloot in 2002.

## Nadagen
Gamma Holding kocht en verkocht textielbedrijven, delen werden verkocht aan investeringsmaatschappijen. In 2010 kwam er een einde aan de beursnotering. In dat jaar werd de grootste winstmaker, Vlisco, verkocht. In 2012 werd de holding ontbonden en de vier onderdelen (matrassenstof, procesbanden, industriële filters en zeildoek) verzelfstandigd. In totaal werkten bij de Gamma-bedrijven ongeveer 4.500 mensen. Deze bedrijven hebben zich, zoals hun productiepakket laat zien, vooral op technisch textiel gespecialiseerd. Ook andere bedrijven overleefden de neergang. In Zuidoost-Brabant zijn dat naast Vlisco (imitatiebatik) en Raymakers (gordijnstoffen) te Helmond, Schellens, later Vescom, met fabrieken te Helmond en Deurne (gordijnstoffen), Artex te Aarle-Rixtel (gordijnstoffen en bekleding).
Nederland kent een drietal musea die expliciet gewijd zijn aan het textielverleden, namelijk het Textielmuseum te Tilburg, het Weverijmuseum Geldrop, en het Museum Het Leids Wevershuis te Leiden. Veel textielfabrieken werden gesloopt maar her en der zijn nog fabrieken en overblijfselen daarvan aanwezig, al hebben ze een andere bestemming gekregen. Diverse restanten van het textielverleden werden geklasseerd als Rijksmonument.